# Zakon Rycerski Grobu Bożego w Jerozolimie

Godło Zakonu Rycerskiego Grobu Bożego w Jerozolimie (krzyż jerozolimski)

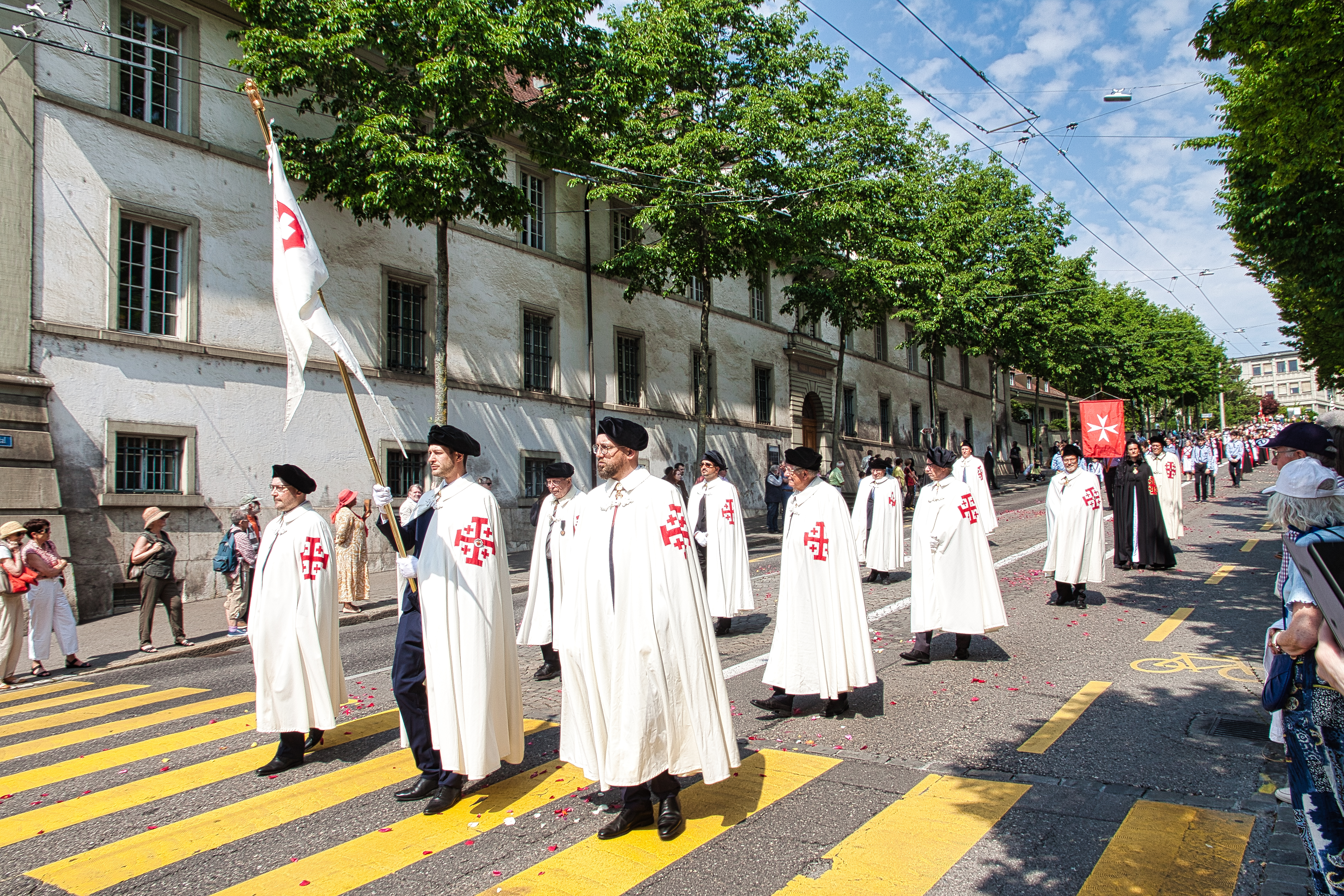
Członkowie Zakonu w czasie procesji Bożego Ciała we Frybyrgu w Szwajcarii (2023)

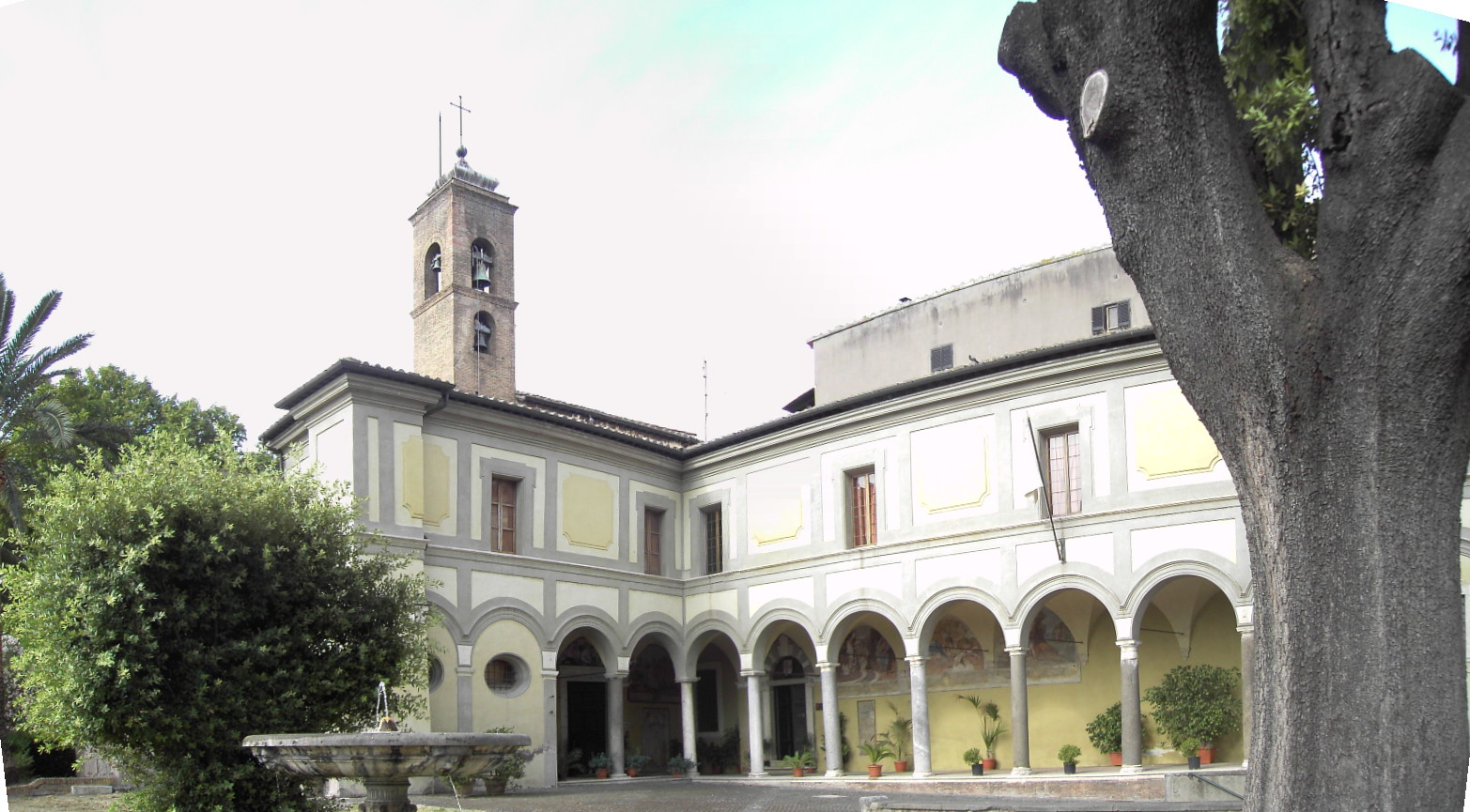
Kościół św. Onufrego w Rzymie, główna siedziba administracyjna Zakonu

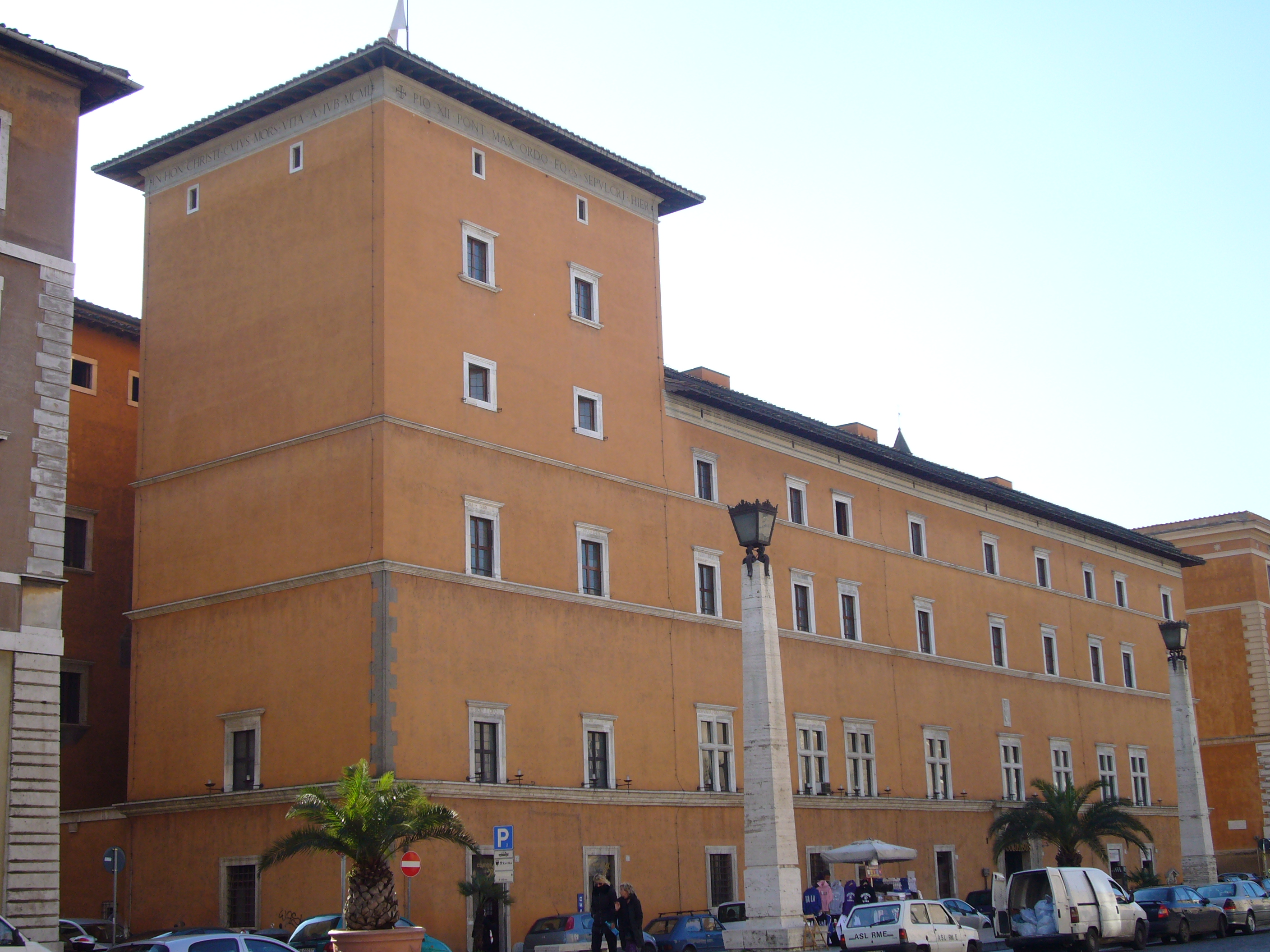
Palazzo Della Rovere, siedziba oficjalnych sal recepcyjnych Zakonu w Rzymie

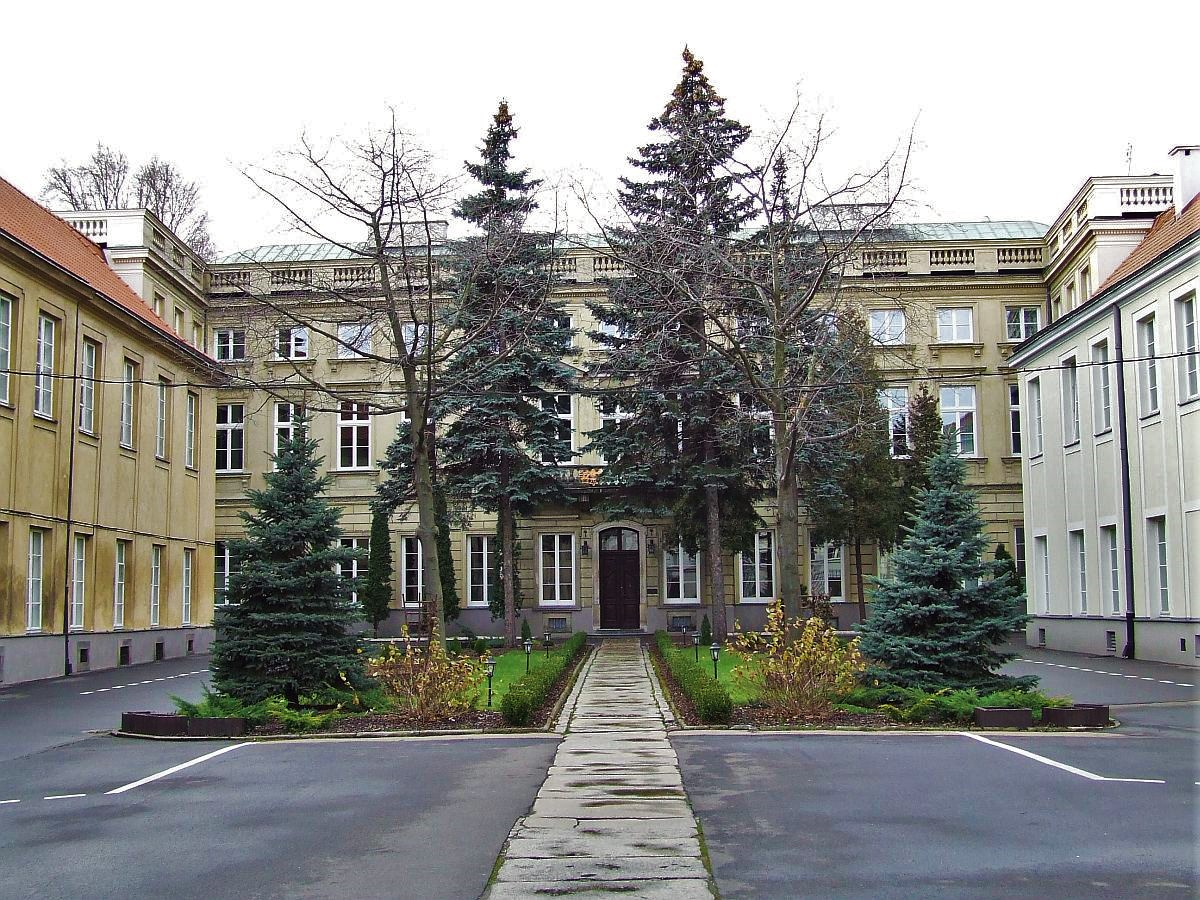
Dom Arcybiskupów Warszawskich, siedziba Zwierzchnictwa Zakonu i Wielkiego Przeora w Polsce

Zakon Rycerski Świętego Grobu  w Jerozolimie (OESSH) (łac. Ordo Equestris Sancti Sepulcri Hierosolymitani), pot. bożogrobcy – papieski zakon rycerski zrzeszający osoby świeckie i duchowne, pierwotnie utworzony w celu opieki nad Bazyliką Grobu Świętego w Jerozolimie i jej zbrojnej ochrony, a także propagowania idei pielgrzymowania do Ziemi Świętej wśród możnowładców europejskich, od 1996 posiadający osobowość prawną Państwa Watykańskiego. Wspomaga w swojej działalności Łaciński Patriarchat Jerozolimy.

## Historia
Wedle legendy bożogrobcy wywodzą się od 20-osobowej grupy świeckich rycerzy i duchownych wyznaczonych w 1099 r. przez Gotfryda z Bouillon do opieki nad Bazyliką Grobu Świętego w Jerozolimie wraz z grupą 50 krzyżowców mających zapewniać jej obronę i chronić pielgrzymów przybywających do Ziemi Świętej. 
Historyczne początki Zakonu pozostają niejasne, tradycja datuje je na pierwszą krucjatę. Pierwsze dokumenty potwierdzające inwestyturę rycerską pochodzą z 1336 r. Zakon Rycerski Świętego Grobu w Jerozolimie korzystał z opieki papieży, którzy na przestrzeni wieków go reorganizowali i wzbogacali jego przywileje. Papież Aleksander VI ogłosił się w 1496 r. najwyższym moderatorem Zakonu i przekazał franciszkanom władzę nadawania rycerstwa szlachcie pielgrzymującej do Ziemi Świętej (władza inwestytury).
W 1847 r. Pius IX reaktywował Łaciński Patriarchat Jerozolimy, a nowo mianowanemu patriarsze podporządkował całą strukturę gałęzi rycerskiej Zakonu. W 1868 r. zatwierdził pierwszy statut odnowionego Zakonu i nadał patriarsze godność Wielkiego Mistrza. W 1888 r. za sprawą papieża Leona XIII zaczęto przyjmować do Zakonu również kobiety.
W 1907 r. Pius X zdecydował, że tytuł Wielkiego Mistrza Zakonu będzie należeć do papieża. W 1928 r. Pius XI zrzekł się godności Wielkiego Mistrza na rzecz patriarchy łacińskiego Jerozolimy. W 1932 r. Pius XI zatwierdził nowe statuty i zezwolił Kawalerom i Damom na otrzymanie inwestytury w miejscach ich pochodzenia, a nie tylko w Jerozolimie.
14 września 1949 r. Pius XII  nadał Zakonowi kościelną osobowość prawną; postanowił, że godność Wielkiego Mistrza będzie sprawowana przez kardynała mianowanego przez papieża, bezpośrednio podlegającego Stolicy Apostolskiej. Patriarsze łacińskiemu Jerozolimy przyznano godność Wielkiego Przeora. W tym okresie główną siedzibę Zakonu przeniesiono z Jerozolimy do Rzymu. W 1962 r. nowa konstytucja Zakonu została zaaprobowana przez Jana XXIII, a w 1977 r., w okresie odnowy soborowej, przez Pawła VI. 1 lutego 1996 r. Jan Paweł II nadał Zakonowi watykańską osobowość prawną. Najnowszy statut Zakonu z 11 maja 2020 r. potwierdził papież Franciszek. 
Zakon Rycerski Grobu Bożego w Jerozolimie skupia duchownych i świeckich, niezwiązanych ślubami zakonnymi. Aktywnie wspiera katolików w Ziemi Świętej, np. dotuje w około 50% zwyczajny budżet Łacińskiego Patriarchatu Jerozolimy. Utrzymuje i prowadzi w Ziemi Świętej blisko 100 szkół podstawowych i zawodowych, do których mogą uczęszczać dzieci niezależnie od pochodzenia i wyznawanej wiary. W 2023 r. liczył na świecie ok. 30 000 Kawalerów i Dam z 45 państw zorganizowanych w 65 Zwierzchnictwach i Delegaturach Magistralnych.
Wielkim Mistrzem Zakonu jest od 8 grudnia 2019 r. kardynał Fernando Filoni. Oprócz Wielkiego Mistrza w skład ścisłych władz Zakonu wchodzą Wielki Przeor Zakonu, łaciński patriarcha Jerozolimy kardynał Pierbattista Pizzaballa, oraz Asesor Zakonu, arcybiskup Tommaso Caputo. Naczelnym kierownictwem administracyjnym Zakonu jest Wielkie Magisterium, którego Prezydium obejmuje Zwierzchnika Generalnego, Gubernatora Generalnego, Wicegubernatorów Generalnych, Kanclerza i Ceremoniarza. 
Główna siedziba administracyjna Zakonu mieści się w kościele św. Onufrego w Rzymie, a oficjalne sale recepcyjne w Palazzo Della Rovere. Kościół św. Onufrego jest eksterytorialną własnością Państwa Watykańskiego. Zakon opiekuje się przy nim niewielkim muzeum poety Torquata Tassa, autora eposu rycerskiego Jerozolima wyzwolona (1581).

## Zakon Rycerski Grobu Bożego w Polsce
Do XX wieku bożogrobcy jako zakon rycerski nie posiadali w Polsce struktur organizacyjnych ani majątków. W swojej gałęzi duchownej, Kanoników Regularnych Grobu Bożego, zostali sprowadzeni do Polski w 1163 r. przez Jaksę z Miechowa, który osadził ich w swoich dobrach i ufundował klasztor bożogrobców w Miechowie. W 1819 r. zakon uległ kasacji.
Bożogrobcy ponownie pojawili się w Polsce w latach 90. XX wieku, jako zakon rycerski. W wyniku wieloletnich starań 8 grudnia 1995 r. dekretem ówczesnego Wielkiego Mistrza Zakonu kardynała Carla Furno utworzono Polskie Zwierzchnictwo Zakonu Rycerskiego Świętego Grobu w Jerozolimie (łac. Ordo Equestris Sancti Sepulchri Hierosolymitani Locumtenentia in Polonia) i mianowano jego Wielkim Przeorem kardynała Józefa Glempa, który sprawował tę funkcję do 2013 r. 29 sierpnia 2013 r. funkcję Wielkiego Przeora Polskiego Zwierzchnictwa Zakonu objął kardynał Kazimierz Nycz. Zwierzchnikiem Zakonu w Polsce od 1996 r. do października 2008 r. był prof. Jerzy Wojtczak-Szyszkowski, następnie Karol Bolesław Szlenkier (2008–2017), prof. Piotr Małoszewski (8–21 marca 2017) i Józef Dąbrowski (2017–2022). W 2022 r. nominację na Zwierzchnika otrzymał dr Andrzej Sznajder.
W 2009 r. dekretem polskiego Zwierzchnika Zakonu ustanowiony został Order „Gloria Polskiego Zwierzchnictwa Zakonu Rycerskiego Świętego Grobu Bożego w Jerozolimie”, najwyższe wyróżnienie nadawane członkom Zakonu i innym osobom za ich postawę oraz zasługi na rzecz Zwierzchnictwa Zakonu w Polsce. Order „Gloria” posiada trzy klasy: Złotą, Srebrną i Brązową.
Polskie Zwierzchnictwo Zakonu dzieli się na cztery prowincje (Prowincja Gdańska, Prowincja Warszawska, Prowincja Krakowska, Prowincja Wrocławska). Główna siedziba Zwierzchnictwa i Wielkiego Przeora mieści się w Domu Arcybiskupów Warszawskich (ul. Miodowa 17/19). W 2023 r. Zakon liczył w Polsce ok. 300 Kawalerów i Dam. Ostatnia polska inwestytura Zakonu nastąpiła w Toruniu 17 czerwca 2023 r.

### Niektórzy polscy członkowie zakonu
- kard. Józef Glemp
- kard. Kazimierz Nycz
- abp Sławoj Leszek Głódź
- abp Józef Kowalczyk
- abp Józef Kupny
- abp Henryk Muszyński
- abp Stanisław Szymecki
- abp Damian Zimoń
- abp Zygmunt Zimowski
- bp Antoni Dydycz
- bp Andrzej Dziuba
- bp Tadeusz Płoski
- bp Kazimierz Ryczan
- bp Piotr Skucha
- bp Jan Zając
- ks. Krzysztof Bąk
- ks. Waldemar Chrostowski
- ks. Marian Kopko
- ks. Wiesław Niewęgłowski
- ks. Ireneusz Skubiś
- ks. Kazimierz Szymonik
- prof. Kazimierz Flaga
- prof. Henryk Gapski
- prof. Alicja Grześkowiak
- prof. Zbigniew Jacyna-Onyszkiewicz
- prof. Janusz Kawecki
- prof. Wojciech Łączkowski
- prof. Anna Świderkówna
- Jan Klawiter
- Stanisław Kogut
- Jerzy Kropiwnicki
- Czesław Ryszka
- Anna Sobecka
- Zbigniew Sulatycki
- Jan Szafraniec
- Krzysztof Szmyt

## Rangi w Zakonie
Klasa Kawalerów i Dam Naszyjnika:
- Kawaler Naszyjnika
- Dama Naszyjnika

Klasa Kawalerów:
- KGCSSH – Kawaler Wielkiego Krzyża
- C*SSH – Komandor z Gwiazdą
- CSSH – Komandor
- KSSH – Kawaler

Klasa Dam:
- DGCSSH – Dama Wielkiego Krzyża
- DC*SSH – Dama Komandorska z Gwiazdą
- DCSSH – Dama Komandorska
- DSSH – Dama

Oraz:
- Ekscelencja – tytuł przysługujący duchownym Dostojnikom Zakonu w czasie pełnienia urzędu Zwierzchnika Generalnego, Generalnego Gubernatora lub jego zastępcy, a także Zwierzchnikom[20]

| Heraldyka              | Heraldyka                 | Heraldyka                           | Heraldyka                     | Heraldyka               |
| ---------------------- | ------------------------- | ----------------------------------- | ----------------------------- | ----------------------- |
| Kawaler/Dama           | Komandor/Dama Komandorska | Komandor/Dama Komandorska z Gwiazdą | Kawaler/Dama Wielkiego Krzyża | Kawaler/Dama Naszyjnika |
| Sposób noszenia orderu |                           |                                     |                               |                         |
|                        |                           |                                     |                               |                         |
| Baretki                |                           |                                     |                               |                         |
| Kawaler/Dama           | Komandor/Dama Komandorska | Komandor/Dama Komandorska z Gwiazdą | Kawaler/Dama Wielkiego Krzyża | Kawaler/Dama Naszyjnika |